# Guanaja
Guanaja es un municipio del departamento de Islas de la Bahía en la República de Honduras.

## Toponimia
Banaica es el nombre que tenía antiguamente la isla, durante el tiempo que era Colonia Británica, de los cuales los pobladores son de esa descendencia.[cita requerida]

## Límites
Es una de las cuatro islas que componen el archipiélago del Departamento de Islas de la Bahía, en el Caribe de la República de Honduras. Ha sido descrita como la Venecia de Honduras a causa de los caminos de agua que se ejecutan a través de ella. Está localizada aproximadamente a 70 km al norte de la costa de Honduras, y a 12 km de la isla de Roatán. 
Uno de los cayos de Guanaja también es llamado Guanaja o Bonacca, o simplemente El Cayo. La localidad principal se llama Lower Cays, una abreviación del inglés The Cay o El Cayo. Los otros dos principales asentamientos en la isla son Mangrove Bight y Savannah Bight. También hay otros poblados más pequeños: incluyen East End y North East Bight.

## Cayos de Guanaja
Los cayos de Guanaja o el archipiélago de cayos de la Isla Guanaja está compuesto por:
- South West Cay/Cayo Suroeste
- Cayo Flower Pot —verificar—
- Cayo Catherinne —verificar—
- Pond Cay/Cayo Pond —posee un faro—
- Hog Cay/Cayo Hog
- Shin Cay/Cayo Shin
- Dumbar Rock/Roca Dumbar
- Peack Rock/Roca Peack
- Kiatron´s Cay/Cayo Kiatron
- Half Moon Cay/Cayo Media Luna
- Cayo Channel —verificar—
- Cayo Crown —verificar—
- Jack´s Cay/Cayo Jack
- Clark´s Cay/Cayo Clark
- Stuart´s Cay/Cayo Stuart
- John´s Cay/Cayo John
- Jones Cay —verificar—
- Hendrick´s Cay/Cayo Hendricks
- George´s Cay/Cayo George
- North East Cay /Cayo Noreste

## Flora y Fauna
Posee muchos manglares y los bosques de pino que pueden ser visibles en imágenes de satélite.

## Historia

Mapa de la isla de 1840.

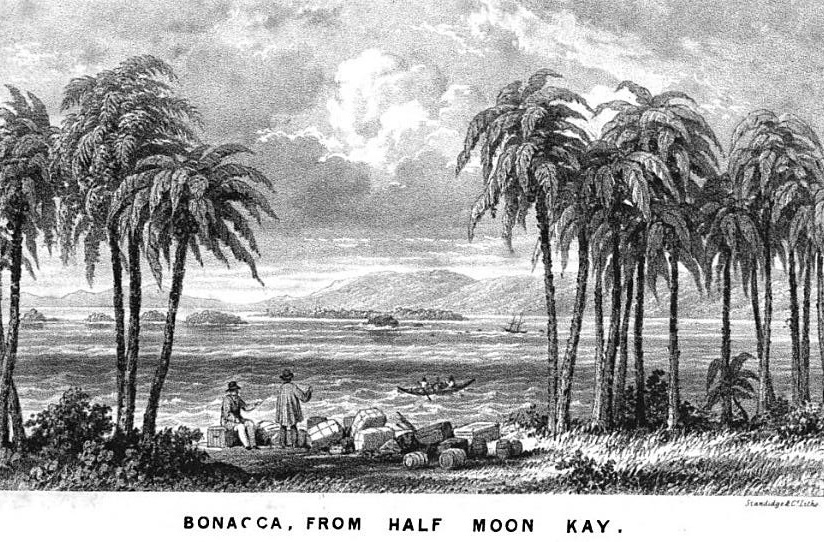
Bonacca en torno al año 1842.

En 1502, el almirante Cristóbal Colón llegó a la Isla de Guanaja, precisamente a la Playa Soldado en el lado norte de la isla.
En 1887, La isla, junto a los cayos South West, Graham's Place on the Cay, Shane's, Hog, Pond, Flower Pot, Catherinne, Halfmoon, Channel, Crown, Clark, Stuart, Josh, Hendricks, George, y North East, forman el municipio por decreto gubernamental, como parte del Departamento de Islas de la Bahía.
En los últimos años habitantes de las Islas Caimán se asentaron en las Islas de la Bahía, lo que explica la difusión del idioma inglés además del español.
En 1998 (octubre), la mayoría de los edificios y casas en la isla fueron afectados por el Huracán Mitch. Los isleños en el mismo mes arreglaron los daños. Es una isla muy visitada por turistas.
El 2 de octubre de 2021, un incendio al amanecer se descontroló y arrasó la isla, envolviendo unas 200 estructuras. El ejército hondureño fue llamado para ayudar con el rescate, arrojando agua sobre las llamas y extinguiéndolas. No hubo víctimas.

## Población
En Guanaja viven aproximadamente 6000 habitantes (2015).

## Economía

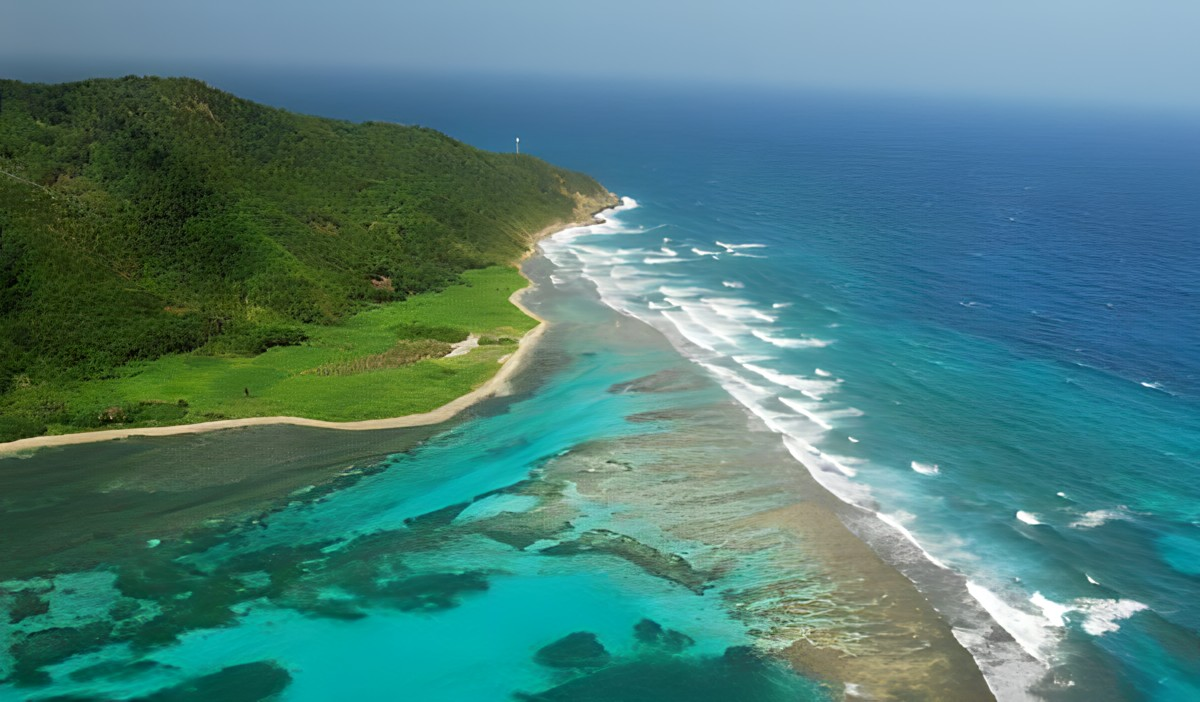
Playa en Guanaja.

La economía de la isla es muy variada y se basa principalmente en:
- La pesca,
- Empresas Camaroneras
- También en los ingresos que recibe del turismo: 
  - Hoteles,
  - Restaurantes,
  - Transporte,
  - Discotecas,
  - Escuelas de buceo, etc.

### Comodidades en Guanaja
La isla cuenta con los servicios básicos como:
- Agua corriente.
- Escuelas y colegios.
- Supermercados.
- Energía eléctrica proporcionada por la empresa privada Bonnaca Electric Company (Belco): esta empresa cobra 9,08 Lempiras el kilovatio, 5 veces más que en tierra continental; a pesar de que el combustible está subsidiado, en lugar de bajarle a la electricidad le aplican a la factura un aumento por "ajuste por combustible".[5]
- Televisión pública y por cable.
- Internet.

## Turismo

### Arrecife de coral
Es una isla muy visitada por los buceadores por sus tibias y cristalinas aguas que sostienen parte del segundo arrecife de coral más grande del mundo que está localizado en el alrededor de toda la Isla de Guanaja.

### Biodiversidad
También es visitada por amantes de la naturaleza, biólogos que quieren conocer la biodiversidad en la isla, árboles y demás plantas, y animales.

### Cascadas
Guanaja es considerada como la montaña con más cascadas en Honduras, ya que tiene más de 10 cascadas.

### Fiestas
También los pobladores de Guanaja tiene una cultura distinta por lo que cabe destacar cada fecha importante en el año; por ejemplo, el 15 de septiembre (independencia de Honduras), 31 de octubre (Halloween), 25 de diciembre (Navidad) etc. A lo que ellos llaman Old Junk o Junkanoo (basura vieja) se trata de un grupo de personas en máscaras usando vestimenta de trapos viejos incluso hasta palmeras encima y corren por las calles de El Cayo o The Key ellos lo consideran algo muy divertido por ser parte de su cultura y algo que se viene haciendo desde hace años atrás.

## Transporte
El medio más común de transporte son los barcos y las lanchas, un canal local conocido como The Cut (el corte) permite el acceso desde el sur hacia el norte de la isla sin tener que rodearla. Guanaja cuenta con el aeropuerto de Guanaja (GJA), los aviones viajan hacia y desde el aeropuerto de La Ceiba. Existe una carretera, desde Mangrove Bight hasta Savannah Bight desde 2006, con escaso tráfico de automóviles.
El Roatán Ferry a agregado a Guanaja a su ruta, ahora se puede viajar entre Guanaja, Roatán, Utila y La Ceiba varias veces por semana 

## División Política
Aldeas: 4 (2013)
Caseríos: 46 (2013)
| Código | Aldea          |
| ------ | -------------- |
| 110201 | Guanaja        |
| 110202 | East End       |
| 110203 | Mangrove Bight |
| 110204 | Savannah Bight |